# Il me parle de bonheur
Albums de Les Colocs
Les Colocs Live 1993–1998
Il me parle de bonheur est un album posthume du groupe québécois Les Colocs sorti en 2009, en hommage au défunt chanteur du groupe, André « Dédé » Fortin.
La chanson La comète est une chanson inédite que le chanteur avait enregistrée avant son décès avec, comme seul élément musical, la podorythmie (reel ou battements de pied). Il s'agit du dernier texte écrit et enregistré par Dédé Fortin avant son suicide en mai 2000. Le texte a été publié dans La Presse le lendemain de sa mort.
D'abord considérée pour être ajoutée sur le quatrième album posthume Suite 2116, elle est écartée du projet par Mike Sawatzky qui la trouve trop sombre pour le ton de l'album, et qui n'est pas satisfait par les arrangements que le groupe avait à l'époque.
C'est André Vanderbiest qui compose une nouvelle version de la chanson en 2009. La chanson est retravaillée en studio avec l'autorisation de la famille, et est publiée le 3 août 2009 sur l'album posthume Il me parle de bonheur, dont une partie des profits est remise à la fondation André Dédé Fortin, dédiée à la prévention du suicide.

## Liste des chansons
| No | Titre                      | Paroles      | Durée |
| -- | -------------------------- | ------------ | ----- |
| 1. | La comète (des Colocs)     | André Fortin | 3:52  |
| 2. | La comète (version longue) | André Fortin | 11:24 |
| 3. | La comète (d'André Fortin) | André Fortin | 5:28  |